# Fuciliere (destroyer, 1938)
Pour les articles homonymes, voir Fuciliere (destroyer).
Le Fuciliere (fanion « FC ») était un destroyer italien de la classe Soldati lancé en 1938 pour la Marine royale italienne (en italien : Regia Marina).

## Conception et description
Les destroyers de la classe Soldati étaient des versions légèrement améliorées de la classe précédente Oriani. Ils avaient une longueur entre perpendiculaires de 101,6 mètres et une longueur hors tout de 106,7 mètres. Les navires avaient une largeur de 10,15 mètres  et un tirant d'eau moyen de 3,15 mètres et de 4,3 mètres à pleine charge. Les Soldatis déplaçaient 1 830-1 850 tonnes métriques à charge normale, et 2 450-2 550 tonnes métriques à pleine charge. Leur effectif en temps de guerre était de 206 officiers et hommes de troupe.
Le Fuciliere était propulsé par deux turbines à vapeur à engrenages Belluzzo/Parsons, chacune entraînant un arbre d'hélice à l'aide de la vapeur fournie par trois chaudières Yarrow. Conçus pour une puissance maximale de 48 000 chevaux-vapeur (36 000 kW) et une vitesse de 34-35 nœuds (63–65 km/h) en service, les navires de la classe Soldati ont atteint des vitesses de 39-40 nœuds (72–74 km/h) pendant leurs essais en mer alors qu'ils étaient légèrement chargés. Ils transportaient suffisamment de fuel pour avoir une autonomie de 2 340 milles nautiques (4 330 km) à une vitesse de 14 nœuds (26 km/h) et de 682 milles nautiques (1 263 km) à une vitesse de 34 nœuds (63 km/h).
La batterie principale duFuciliere était composée de quatre canons de 120 millimètres de calibre 50 dans deux tourelles jumelées, une à l'avant et une à l'arrière de la superstructure. Sur une plate-forme au milieu du navire se trouvait un canon à obus en étoile de 120 millimètres de 15 calibres. La défense antiaérienne des Soldatis était assurée par huit canons Breda modèle 1935 de 20 millimètres. Les navires étaient équipés de six tubes lance-torpilles de 533 millimètres dans deux supports triples au milieu du navire. Bien qu'ils ne soient pas dotés d'un système de sonar pour la lutte anti-sous-marine, ils sont équipés d'une paire de lanceurs de grenades sous-marines. Les navires pouvaient transporter 48 mines.

## Construction et mise en service
Le Fuciliere est construit par le chantier naval Cantiere navale di Ancona d'Ancône en Italie, et mis sur cale le 2 mai 1937. Il est lancé le 31 juillet 1938 et est achevé et mis en service le 10 janvier 1939. Il est commissionné le même jour dans la Regia Marina.

## Histoire du service
Au début de la Seconde Guerre mondiale, il fait partie du XIIIe escadron de destroyers, formée avec ses navires-jumeaux (sister ships) Bersagliere, Granatiere et Alpino.
Le 7 juillet 1940, à 12h35, il quitte Palerme avec les unités de section et la VIIe division de croiseurs (Eugenio di Savoia, Duca d’Aosta, Attendolo et Montecuccoli), rejoignant ensuite le reste de la IIe escadre navale (croiseur lourd Pola, Ire, IIe et IIIe division de croiseurs pour un total de 7 unités et les IXe, Xe, XIe et XIIe escadrons de destroyers) qui, après avoir agi comme force de soutien à une opération de convoi vers la Libye, rejoignent le Ier escadron et participent à la bataille de Punta Stilo du 9 juillet. Cependant, la VIIe division (et avec elle le XIIIe escadron) rejoint le reste de la formation italienne tardivement, alors que la bataille est déjà en cours, n'ayant ainsi qu'un rôle marginal dans la bataille,.
Après la bataille de Tarente (connue sous le nom de "Nuit de Tarente" (Notte di Taranto)) du 11 novembre-12 novembre 1940, au cours de laquelle les cuirassés Duilio Conte di Cavour et Littorio sont gravement endommagés, les Xe et XIIIe escadron sont transférés à Naples pour escorter les cuirassés Doria, Vittorio Veneto et Cesare qui sortent indemnes de l'attaque britannique sur la base de Tarente.
Le 27 novembre, vers midi, il quitte Naples en compagnie des cuirassés Giulio Cesare et Vittorio Veneto, du reste du XIIIe escadron et du VIIe escadron de destroyers (Freccia, Dardo, Saetta), puis prend part à la peu concluante bataille du cap Teulada,.
Le 8 février 1941, il appareille de La Spezia avec les autres unités du XIIIe Escadron, du Xe Escadron (Maestrale, Grecale, Libeccio, Scirocco) et les cuirassés Vittorio Veneto, Cesare et Doria pour intercepter la formation britannique dirigée vers Gênes pour bombarder cette ville. Le lendemain, l'escadron italien rejoint la IIIe division de croiseurs (Trento, Trieste, Bolzano) qui a quitté Messine avec les destroyers Carabiniere et Corazziere, mais il ne peut ni empêcher le bombardement, ni détecter les navires britanniques,.
Le matin du 27 mars, il remplace, avec le reste du XIIIe escadron, le Xe escadron (Maestrale, Grecale, Libeccio, Scirocco) dans l'escorte du cuirassé Vittorio Veneto, qui avec plusieurs autres unités - les Ire division de croiseurs (Zara, Pola, Fiume), IIIe division de croiseurs (Trento, Trieste, Bolzano) et VIIIe division de croiseurs (Garibaldi et Duca degli Abruzzi), IXe escadron de destroyers (Alfieri, Oriani, Gioberti, Carducci), XVIe escadron de destroyers (da Recco, Pessagno), XIIe escadron de destroyers (Corazziere, Carabiniere, Ascari) - destinés à participer à l'opération " Gaudo ", qui débouche sur la désastreuse bataille du Cap Matapan, conclue par la perte de toute la Ire division et des destroyers Alfieri et Carducci. Au cours de cette bataille, les navires du XIIIe escadron escortent le Vittorio Veneto, endommagé par un bombardier-torpilleur, en le défendant avec leurs propres tirs anti-aériens.
Le 11 mai, il fait partie de l'escorte indirecte, avec les croiseurs légers Bande Nere, Cadorna, Duca degli Abruzzi et Garibaldi et les destroyers Bersagliere, Alpino, Scirocco, Maestrale, da Recco, Pancaldo, Pessagno et Usodimare, à un convoi formé par les navires marchands Preussen, Wachtfels, Ernesto, Tembien, Giulia et Col di Lana et qui bénéficiait de l'escorte directe des destroyers Dardo, Aviere, Geniere, Grecale et Camicia Nera. Partant de Naples, les navires atteignent Tripoli le 14.
Le 3 juin, il appareille de Palerme pour faire partie, avec les destroyers Granatiere, Alpino et Bersagliere et les croiseurs Duca degli Abruzzi et Garibaldi, de l'escorte indirecte du convoi "Aquitania" (navires marchands Aquitania, Caffaro, Nirvo, Montello, Beatrice Costa et pétrolier Pozarica, en route Naples-Tripoli avec l'escorte des destroyers Dardo, Aviere, Geniere et Camicia Nera et le torpilleur Missori). Le 4 juin, alors que les navires se trouvent à une vingtaine de milles nautiques (37 km) des îles Kerkennah, ils sont attaqués par des avions qui touchent le Montello, qui explose sans laisser de survivants, et le Beatrice Costa qui, irrémédiablement endommagé, doit être abandonné et coulé par le Camicia Nera,.
Le 14 juillet il escorte de Tripoli à Naples, avec les destroyers Malocello et Alpino et les torpilleurs Orsa, Procione e Pegaso, les transports Rialto, Andrea Gritti, Sebastiano Venier, Barbarigo ed Ankara. Le sous-marin britannique HMS P33 torpille et coule le Barbarigo à la position géographique de 36° 27′ N, 11° 54′ E, étant ensuite sérieusement endommagé par la réaction de l'escorte, tandis que le reste du convoi atteint Naples le 16.
Le 21 juillet, il appareille de Palerme en escortant le pétrolier Brarena (escorte ensuite renforcée par le destroyer Folgore) pour rejoindre l'escorte d'un convoi - les navires à vapeur Maddalena Odero, Nicolò Odero, Caffaro et Preussen escortés par les destroyers Folgore, Euro, Saetta et Fulmine, rejoints ensuite par le Alpino et le torpilleur Pallade (ce dernier venant de Tripoli) - à destination de Tripoli, mais le 22, le convoi est attaqué par des bombardiers-torpilleurs Fairey Swordfish de la 830e escadrille qui coulent le Preussen et le Brarena''.
Le 24 septembre, il quitte Naples avec le reste du XIIIe escadron (Granatiere et Bersagliere auxquels un autre destroyer, le Gioberti, avait été temporairement attaché), les cuirassés Vittorio Veneto et Littorio et les destroyers du XIVe Escadron (Folgore, Da Recco, Pessagno) pour intercepter un convoi britannique, mais échoue.
Le 8 octobre, à 22 h 20, il appareille de Naples pour escorter en Libye, avec les Granatiere, Alpino et Bersagliere (auxquels sera ajouté ensuite le vieux torpilleur Cascino venant de Trapani), le convoi "Giulia", composé du pétrolier Proserpina et des transports Giulia, Bainsizza, Nirvo, Zena et Casaregis. Le Bainsizza et le Nirvo, pris par des pannes, doirent cependant réparer à Trapani tandis que le 12 octobre, à 22h25, des bombardiers-torpilleurs britanniques du 830th Squadron attaquent le convoi et coulent le Zena et le Casaregis (respectivement à la position géographique de 34° 52′ N, 12° 22′ E et 34° 10′ N, 12° 38′ E). Le convoi "Giulia" est le premier convoi à être victime des décryptages opérés par l'organisation Ultra.
Dans la matinée du 8 novembre 1941, le Fuciliere appareille de Messine avec la IIIe division (Trento et Trieste) et avec les destroyers Granatiere, Alpino et Bersagliere pour servir d'escorte indirecte au convoi "Duisburg". Ce convoi, formé par les transports Duisburg, San Marco, Sagitta, Maria, Rina Corrado, Conte di Misurata et Minatitlan (avec à bord un total de 34 473 tonnes de fournitures, 389 véhicules, 243 hommes) se dirige vers Tripoli avec l'escorte des destroyers Maestrale, Grecale, Libeccio, Fulmine, Euro et Alfredo Oriani,. Dans la nuit suivante, le convoi est attaqué et détruit par la " Force K " britannique (croiseurs légers HMS Aurora (12) et HMS Penelope (97) et destroyers HMS Lance (G87) et HMS Lively (G40)). Tous les marchands et le Fulmine sont coulés, tandis que le Grecale est sérieusement endommagé. Le Fuciliere n'a pas participé au combat et, à l'issue de celui-ci, il n'a pu que participer, avec les Maestrale, Oriani, Euro, Bersagliere et Alpino', au sauvetage des 704 survivants.
Le 21 novembre 1941, il sort pour escorter vers Messine, avec le croiseur léger Garibaldi, les destroyers Vivaldi, da Noli, Granatiere, Alpino, Corazziere e Carabiniere et le torpilleur Perseo, le croiseur léger Duca degli Abruzzi, gravement endommagé par des bombardiers-torpilleurs lors d'une mission d'escorte indirecte de deux convois vers la Libye.
Le 16 décembre, il fait partie, avec les cuirassés Andrea Doria, Giulio Cesare et Littorio, les croiseurs lourds Trento et Gorizia et les destroyers Granatiere, Maestrale, Alpino, Bersagliere, Corazziere, Carabiniere, Oriani, Gioberti et Usodimare, de la force de soutien à l'opération de convoyage pour la Libye "M 42" (deux convois composés au total par les navires marchands Monginevro, Napoli, Ankara et Vettor Pisani escortés par les destroyers Saetta, Da Recco, Vivaldi, Da Noli, Malocello, Pessagno et Zeno, tous deux partis de Tarente et dirigés vers Benghazi - le Ankara et le Saetta - et Tripoli - les autres unités). Les navires arrivent sains et saufs à destination le 18, tandis que le groupe de soutien prend part à une bataille peu concluante avec une formation britannique qui prendra le nom de première bataille de Syrte, dans laquelle le Fuciliere n'a d'ailleurs pas de rôle particulier.
Le 3 janvier 1942 à 10h15, il appareille de Messine avec les destroyers Bersagliere, Vivaldi, Da Recco et Usodimare pour escorter vers Tripoli, dans le cadre de l'opération "M 43" (trois convois vers la Libye avec un total de 6 navires marchands, 6 destroyers et 5 torpilleurs en mer), un convoi composé des modernes navires à moteur Nino Bixio, Lerici et Monginevro. Tous les navires marchands arrivent à destination le 5 janvier.
Le 22 janvier, il fait partie - avec les croiseurs Attendolo, Duca degli Abruzzi e Montecuccoli et les destroyers Bersagliere, Carabiniere et Alpino - de la force de soutien rapproché de l'opération "T.18" (un convoi formé par le transport de troupes Victoria - parti de Tarente - et par les cargos Ravello, Monviso, Monginevro et Vettor Pisani - partis de Messine -, avec une cargaison de 15 000 tonnes de matériel, 97 chars, 271 véhicules, 1 467 hommes et l'escorte des destroyers Vivaldi, Malocello, Da Noli, Aviere, Geniere et Camicia Nera et des torpilleurs Orsa et Castore). Le convoi arrive à Tripoli le 24, avec la perte du Victoria, coulé par deux torpillages,.
Le 22 mars 1942 à 1 heure du matin, avec le reste du XIIIe escadron de destroyers (Bersagliere et Alpino, à laquelle a été temporairement attaché aussi le destroyer Lanciere), il quitte Messine avec les croiseurs Trento, Gorizia et Bande Nere. Avec le reste de l'escadron naval italien, la formation participe à la deuxième bataille de Syrte, dans laquelle le Fuciliere n'a pas eu de rôle pertinent.
Il participe aux grandes batailles aéronavales de la mi-juin (12-16 juin 1942) et de la mi-août (11-13 août 1942).
Au cours de 1942, le navire subit des travaux qui voient l'élimination de la pièce d'éclairage et l'embarquement de quatre mitrailleuses de 20 mm et d'un échogoniomètre.
En 1943, il subit d'autres modifications le complexe de tubes lance-torpilles arrière est remplacé par 2 mitrailleuses de 37/54 mm et un radar EC3/ter "Gufo" est embarqué.

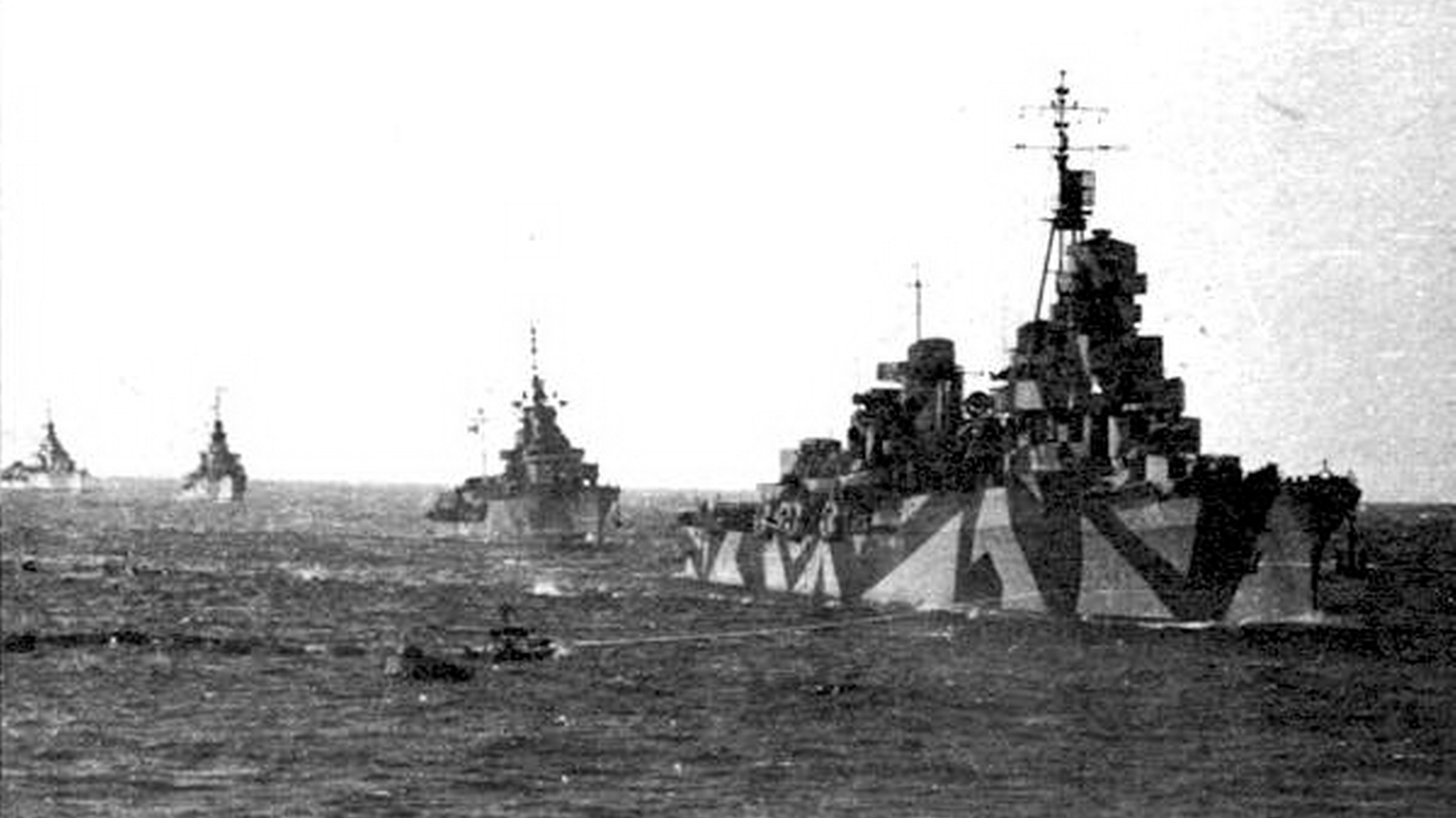
Regolo, Mitragliere, Fuciliere et Carabiniere en rang lors de leur retour à Tarente le 23 janvier 1945. Le Fuciliere est la troisième unité en partant de la droite.

Lorsque l'armistice est proclamé le 8 septembre 1943 (Armistice de Cassibile), le navire quitte La Spezia avec le reste de l'escadre navale (cuirassés Italia, Vittorio Veneto et Roma, croiseurs légers Giuseppe Garibaldi, Attilio Regolo, Duca degli Abruzzi, Eugenio di Savoia, Duca d’Aosta, Montecuccoli, destroyers Artigliere, Mitragliere, Legionario, Carabiniere, Velite, Grecale, Oriani) pour se rendre aux Alliés à Malte,. À 15h15 le 9 septembre, cependant, la formation est attaquée par des bombardiers allemands Dornier Do 217. Le cuirassé Italia est d'abord légèrement endommagé (par une bombe tombée près de la coque), puis, à 15h42, le cuirassé Roma est atteint par une roquette qui, perçant tous les ponts, éclate sous la quille en provoquant de graves dégâts entre lesquels un trou dans la coque, des dégâts aux artilleries anti-aériennes et une salle des machines hors d'usage (avec réduction de la vitesse à 16 nœuds). Dix minutes plus tard le même navire est touché par une deuxième bombe en correspondance d'un dépôt de munitions. Dévasté par une déflagration colossale, le Roma chavire et coule, se brisant en deux, en 19 minutes, emportant 1 393 hommes avec lui. À 16h07, le XIIe escadron auquel appartient le Fuciliere (commandé par le capitaine de frégate (capitano di fregata) Uguccione Scroffa) ainsi que le Mitragliere et le Carabiniere, sont envoyés pour sauver le navire en perdition. Les trois destroyers sauvent en tout 503 hommes (119 autres sont sauvés par le croiseur léger Attilio Regolo et par les torpilleurs Orsa, Pegaso et Impetuoso). Le Mitragliere et les autres unités se sont ensuite dirigés vers Porto Mahon aux Baléares, où ils sont arrivés à 8h30, débarquant les naufragés du Roma.
Le 10 septembre 1943, le Mitragliere, le Fuciliere, le Carabiniere et le Regolo sont internés dans le port de Porto Mahon, où ils restent jusqu'au 21 janvier 1945, date à laquelle ils sont autorisés à retourner en Italie (le même sort est réservé au 'Orsa, tandis que le Pegaso et le Impetuoso préfèrent se saborder),.

### Commandement
Commandants
- Capitaine de frégate (capitano di fregata) Luigi Padolecchia (né à Massa Carrara le 6 novembre 1899) (10 janvier 1939 - février 1940)
- Capitaine de frégate (capitano di fregata) Alfredo Viglieri (né à Sarzana le 2 juillet 1900) (février 1940 - 28 juin 1941)
- Capitaine de frégate (capitano di fregata) Giulio Cerrina Feroni (né à Florence le 11 mars 1900) (juillet 1941 - février 1942)
- Capitaine de frégate (capitano di fregata) Umberto Del Grande (né à Fribourg le 12 mars 1900) (février - octobre 1942)
- Capitaine de frégate (capitano di fregata) Uguccione Scroffa (né à Ferrare le 20 juin 1899) (10 juin 1943 - juin 1944)

### Transfert vers l'Union soviétique
À la fin de la guerre, le traité de paix prévoyait la cession du Fuciliere à l'Union soviétique à titre de compensation pour les dommages de guerre.
La livraison de l'unité et de presque tous les autres navires destinés aux Soviétiques devait avoir lieu dans le port d'Odessa. Le transfert devait se faire avec des équipages civils italiens sous le contrôle de représentants soviétiques et avec des navires battant pavillon de la marine marchande, les autorités gouvernementales italiennes étant responsables des navires jusqu'à leur arrivée dans les ports où la livraison était prévue. Pour prévenir d'éventuels sabotages, les navires des deux premiers groupes étaient amenés à leurs ports de destination sans munitions à bord, qui étaient ensuite transportées à destination par des cargos normaux.
Nommé Z 20, le destroyer a atteint Odessa avec un équipage de la marine marchande, rejoignant la marine soviétique le 10 (ou 31) janvier 1950.
L'ancien Fuciliere change plusieurs fois le nom qui lui ait attribué: d'abord rebaptisé Nastoitchivyi puis Byedovyi, il porte le nom définitif de Legkij (russe : Легкий) après le transfert.
Le navire de la marine soviétique est encadré dans la flotte de la mer Noire et sous le commandement duquel est désigné le capitaine de 2e rang Kostantin Staricyn.
Le 30 décembre 1954, le navire est dépouillé de son armement et classé comme navire cible sous le nom de CL 57.
En mars 1958, il est utilisé comme navire d'entraînement statique et affecté à la 78e brigade d'entraînement, avant d'être désarmé le 21 janvier 1960. Il a ensuite été envoyé à la casse.
L'étui du drapeau de guerre du Fuciliere est conservé à Rome au sanctuaire des drapeaux de Vittoriano et est le même étui dans lequel était conservé le drapeau de guerre du précédent destroyer homonyme lancé en 1909.